# قبيلة حرب
قبيلة حرب هي قبيلة خولانية قحطانية يمنية، استقرت في منطقة الحجاز ما بين الحرمين الشريفين المسجد الحرام والمسجد النبوي في آخر القرن الثاني الهجري، واستطاعت أن توجد لها كيانًا عشائريًا قويًا ابتداءً من القرن الرابع الهجري.

## النسب
هناك عدة روايات حول نسب قبيلة حرب، وأصحها قول النسابة اليمني أبو محمد الهمداني أن حرب قبيلة خولانية قحطانية تنسب إلى حرب بن سعد بن سعد بن خولان بن عمرو بن الحاف بن قضاعة بن مالك بن عمرو بن مرة بن زيد بن مالك بن حمير بن سبأ، كانت منازلهم في صعدة في اليمن ثم نزحوا إلى الحجاز إثر خلاف بينهم وبين أبناء عمهم الربيعة بن سعد سنة 131 هـ. يقول في ذلك القاضي نشوان الحميري:
وأولاد حرب بن سعد أربعة: الفاحش ومالكًا وعامرًا والفياض، فمن ولد الفياض بن حرب آل عمرو بن يزيد، وقد يقال أنهم من ولد الحارث بن سعد من بيت النعمان بن الفياض، وأولاد الفاحش سلمان وسباقًا ومسلمًا وضاحكًا أربعة أبناء، فأولاد سلمان بن الفاحش بن حرب: زيادًا، وهم أهل العرج. ومن فرسان تلك القبيلة عمرو بن يزيد الحربي الذي يقول خلال الفتنة التي حدثت بين أبناء سعد بن سعد وأبناء عمومتهم الربيعة بن سعد:
يقول عن هذه الأبيات أبو محمد الهمداني: «ما قال أحد في العرب قديمها ولا حديثها أشجع من هذه الأبيات وهي فردة لا أخت لها.» وهذه الفتنة نشبت بين حرب وبني غالب من جهه وبين الربيعة بن سعد والخنافر الحميريين من جهة أخرى. ومن من أهاج الفتنة وسار بها الفارس البطل عمرو بن يزيد الحربي. وقال الحمداني «وهم ثلاث بطون بنو مسروح وبنو سالم وبنو عبيد الله ومساكنهم الحجاز ومن حرب زبيد الحجاز.» وذكر ابن حزم أن حرب بطن من بني هلال، فقال: «ومن بطون بني هلال بنو قرّة وبنو نعجة الذين بين مصر وإفريقية، وبنو حرب الذين بالحجاز، وكذلك ذكر سالم السيابي في إسعاف الأعيان.» وفيما ذكره ابن سعيد «ومن بني هلال حرب.»

## قبيلة حرب الحجازية في المصادر التاريخية
1. حدد النسابة حمد الجاسر نسب قبيلة حرب وقال:
«والنصوص المعوّل عليها لقدماء النسابين أن قبيلة حرب من قبائل اليمن، كما تقدم في كلام أبو زيد البلخي والإصطخري، وكما فصل أنساب القبيلة وطرفًا من أخبارها الهمداني في كتابه الإكليل أوضح تفصيل، وسار على هذا مشاهير النسابين كالأشعري محمد بن أحمد بن إبراهيم من أهل القرن السادس الهجري في كتابيه التعريف بالأنساب والباب، والإشبيلي عبد الحق بن عبد الرحمن بن عبد الله الأزدي (توفي 581 هـ) في مختصره لكتاب الرشاطي، والخيضري محمد بن محمد بن عبد الله (توفي 894 هـ) في كتابه الاكتساب في تلخيص الأنساب، وغيرهم.»
2. أنكر النسابة عاتق البلادي كون قبيلة حرب حلف قبلي إذ يقول: «حرب قبيلة يمانية النسب حجازية الوطن، هي حرب بن سعد بن سعد بن خولان، كانت حتى أوائل القرن الثاني الهجري تقيم في اليمن حول صعدة. (إلى قوله): وليس صحيحًا القول؛ إن أكثر حرب من العدنانية، وأنها غير متحدرة من سلالة واحدة، وهي أقوال درج عليها بعض الباحثين المتأخرين فقالوا؛ هي مجموعة متحالفة، وقال بعضهم؛ هي من هلال بن عامر، وغير ذلك، وكل هذه الأقوال غير صحيحة.»
وقال أيضًا: «وصلتني رسائل عديدة تسأل: هل صحيح ما يقال إن قبيلة حرب مجموعة أحلاف؟
الجواب: هذا خطأ شائع مرده إلى ترادف أسماء القبائل وعدم تعمق كتّابنا اليوم في البحث، فقبيلة حرب جلّها ينتسب إلى حرب بن سعد بن سعد بن خولان قحطانية يمنية.»
3. قال ابن خلدون: «كانت المدينة بلد الأنصار من الأوس والخزرج كما هو معروف، ثم افترقوا على أقطار الأرض في الفتوحات وانقرضوا، ولم يبق بها أحد إلا بقايا من الطالبّيين. قال الحصين في ذيله على الطبري دخلت المائة الرابعة والخطبة بالمدينة للمقتدر. قال: وترددت ولاية بني العباس عليها والرياسة فيها بين بني حسين وبني جعفر إلى أن أخرجهم بنو حسين فسكنوا بين مكة والمدينة، ثم أجلاهم بنو حرب من زبيد إلى القرى والحصون، وأجازوهم إلى الصعيد فهم هنالك إلى اليوم، وبقي بنو حسين بالمدينة إلى أن جاءهم طاهر بن مسَلم (الحسيني) من مصر فملكوه عليهم.»
وقال أيضًا: «ومن زبيد بالحجاز بنو حرب بين مكة والمدينة.»
وقال أيضًا: «ومن الينبع إلى بدر ونواحيه من زبيد إحدى بطون مذحج، ولهم الأمراء بمكة من بني حسن حلف ومواخاة.»
4. قال ابن سعيد الأندلسي (685 هـ): «زبيد: قبيلة عمرو بن معدي كرب، ولها صيت، وإلى الآن منها جمع كبير قد نزلوا بين مكة والمدينة، يقال لهم: بنو حرب.»
وقال أيضًا عن ودان: «وبها الآن: العلويون وبنو حرب من زبيد من اليمن.»
5. قال ابن فضل الله العمري (749 هـ): «حرب: وهي ثلاثة بطون، بنو مسروح وهم بنو سالم، وبنو عبد الله ومنهم زبيد الحجاز، وبنو عمرو وهم أكثر العرب عددًا، وأجرأهم رجلًا باطشة ويدًا، ومساكنهم الحجاز.»
6. قال القلقشندي: «بنو زبيد بضم الزاي، بطن من سعد العشيرة وهو زبيد الحجاز.»
7. قال الشريف الجواني (588 هـ): «أما صعب بن سعد العشيرة، فالعقب منه في زبيد، واسمه منبه، وإليه يرجع كل زبيدي، وفيهم عدة أفخاذ منهم بنو حرب.»
8. قال الهجري (588 هـ) في القرن الثالث الهجري: «أنشدني لأبي يزيد الحربي من سعد أود، الحربي الأودي المذحجي.»
9. نجد أن هجرة قبيلة حرب من اليمن إلى الحجاز بعد العهد النبوي قد وثقت عبر عدد من النصوص القديمة في كتب التراث، وأقدم نص وجد هو ما ذكره أبو زيد البلخي (322 هـ) عندما ذكر قدوم قبيلة حرب من اليمن وكانت سببًا في هجرة ولاة المدينة بني جعفر بن أبي طالب من الحجاز إلى صعيد مصر. يقول البلخي: «وبها كان أيام مقامي بالحجاز رئيس الجعفريين أعني بني جعفر بن أبي طالب ولهم في الفرع والسائرة ضياع كثيرة وعشيرة وأتباع وبينهم وبين الحسينيين حروب ودماء حتى استولى طائفة من اليمن يعرفون ببني حرب على ضياعهم فصاروا حربًا لهم فضعفوا".»

## الديار

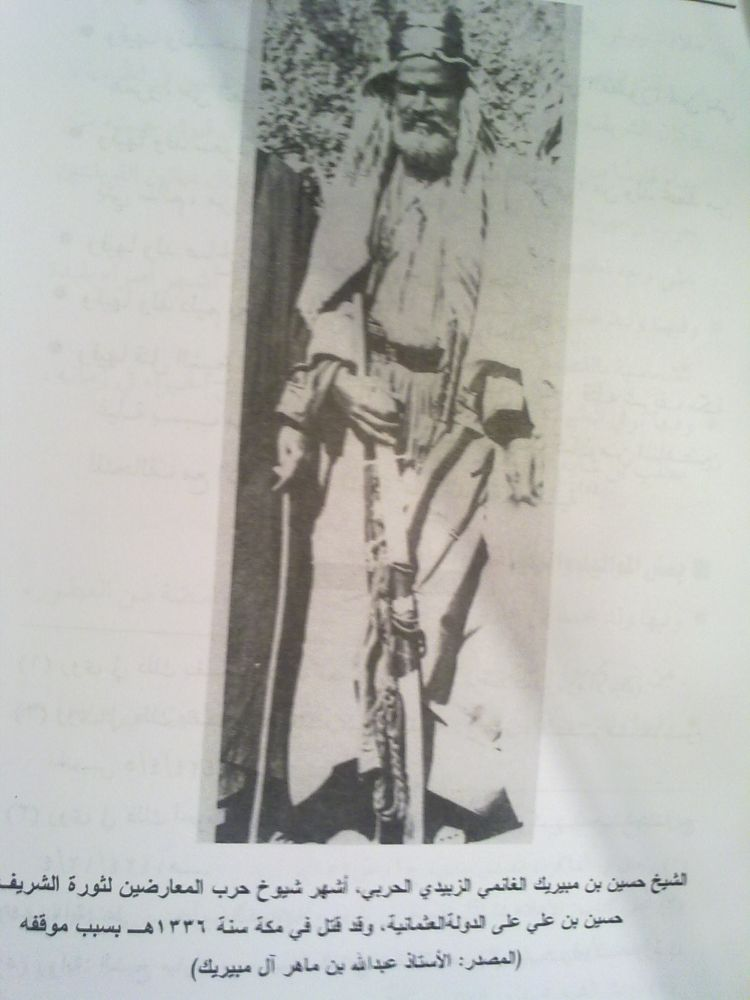
حسين بن مبيريك أحد مشائخ قبائل حرب في الحجاز وأمير رابغ.

### في السعودية
من الجنوب يحدها ما بين وادي مر الظهران (جنوب جدة بعشرين ميلًا) والقنفذة، ومن الشمال إلى ما وراء جبل أُحُد في المدينة المنورة ومن الغرب يحدها البحر الأحمر من جدة حتى ينبع البحر ومن الشرق تمتد ديار قبيلة حرب على جانبي طريق القصيم من المدينة المنورة إلى ما وراء وادي الرُّمة وتصل نجعتها حتى حدود العراق.

### خارج السعودية
تنتشر عدة أفخاذ من قبيلة حرب خارج موطنها الأصلي وأبرزهم المحاميد من المطالحة من ميمون من بني سالم من حرب، إذ تنتشر هذه القبيلة كثيرًا في بلاد الشام وبعض مناطق العراق ودول المغرب العربي.

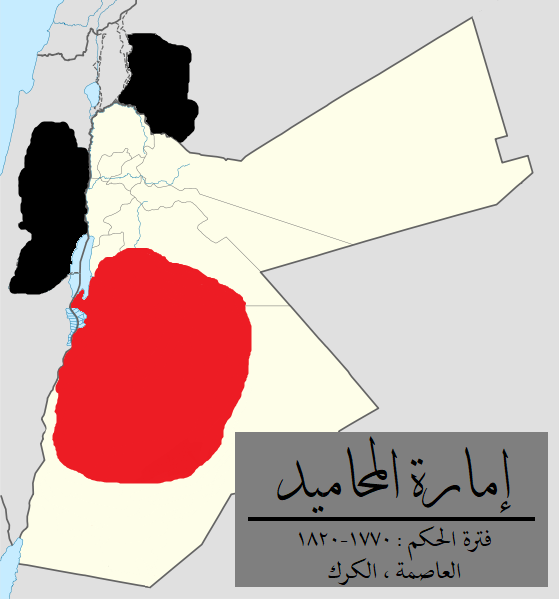
إمارة المحاميد باللون الأحمر، ومناطق الهجرة بعد سقوط الإمارة باللون الأسود

### إمارة المحاميد
تتميز سيرة المحاميد بكثرة الأسفار والهجرة وعدم الاستقرار أثناء ترحالهم من ديارهم، وتشير سيرتهم إلى أنه عندما توسعت القبيلة وضاقت مساحة إقامتهم في نجد والحجاز، اجتمعوا لأخذ الآراء حول ما عليهم فعله، وقال بعضهم بضرورة غزو القبائل الأخرى، وقد رُفض هذا الاقتراح لأن معظم من في الحي عشائر وعشائر فرعية من قبيلة حرب، فاجتمعوا على الهجرة، فتوجهوا إلى مدينة دومة الجندل في شمال السعودية، واستقروا فيها فترة من الزمن، ثم انتقلوا نحو بلاد الشام، حتى وصلوا إلى منطقة الكرك واستوطنوا بها، وكان عددهم كبيرًا لدرجة أنهم فاقوا قبائل المنطقة عددًا، وتحالفوا مع بعض عشائر الكرك وأبرزهم آل عمرو وبني عقبة، وأقاموا إمارة تسمى (إمارة المحاميد). وحكمت في الكرك فترة من الزمن قبيل تحالف القبائل في الأردن عليها وردع إمارتهم، ويوجد جبل في الأردن في محافظة عجلون يطلق عليه اسم جبل بني عوف نسبة إلى بني عوف من قبيلة حرب.

## الفنون الشعبية
يوجد بعض الفنون الشعبية لقبيلة حرب وفي العادة تستخدم في الاحتفالات ومنها:
- الخبيتي.
- الرديح.
- البدواني.
- العرضة الحربية.
- حرابي.
- الزير.
- زيد.[29]